# Jüdische Gemeinden in Erfurt
Die Geschichte der Jüdischen Gemeinden in Erfurt beginnt im Hochmittelalter mit der ersten Ansiedlung von jüdischen Kaufleuten in Erfurt. In den folgenden Jahrhunderten entwickelte sich die Gemeinde zu einer der größten und bedeutendsten im Heiligen Römischen Reich.
In der Forschung wird zwischen der ersten und der zweiten mittelalterlichen Jüdischen Gemeinde Erfurts unterschieden. Die Anfänge der ersten Gemeinde liegen im 12. Jahrhundert, ihre Auflösung markiert der Pestpogrom 1349. Die zweite Gemeinde entstand nach der Wiederansiedlung erster jüdischer Familien 1354 und dauerte bis zur Aufkündigung des Judenschutzes durch den Rat im Jahr 1453.
Erst im 19. Jahrhundert bildete sich dann wieder eine neue Jüdische Gemeinde, aus der die heutige Jüdische Landesgemeinde Thüringen in Erfurt hervorging.

## Die erste mittelalterliche Gemeinde

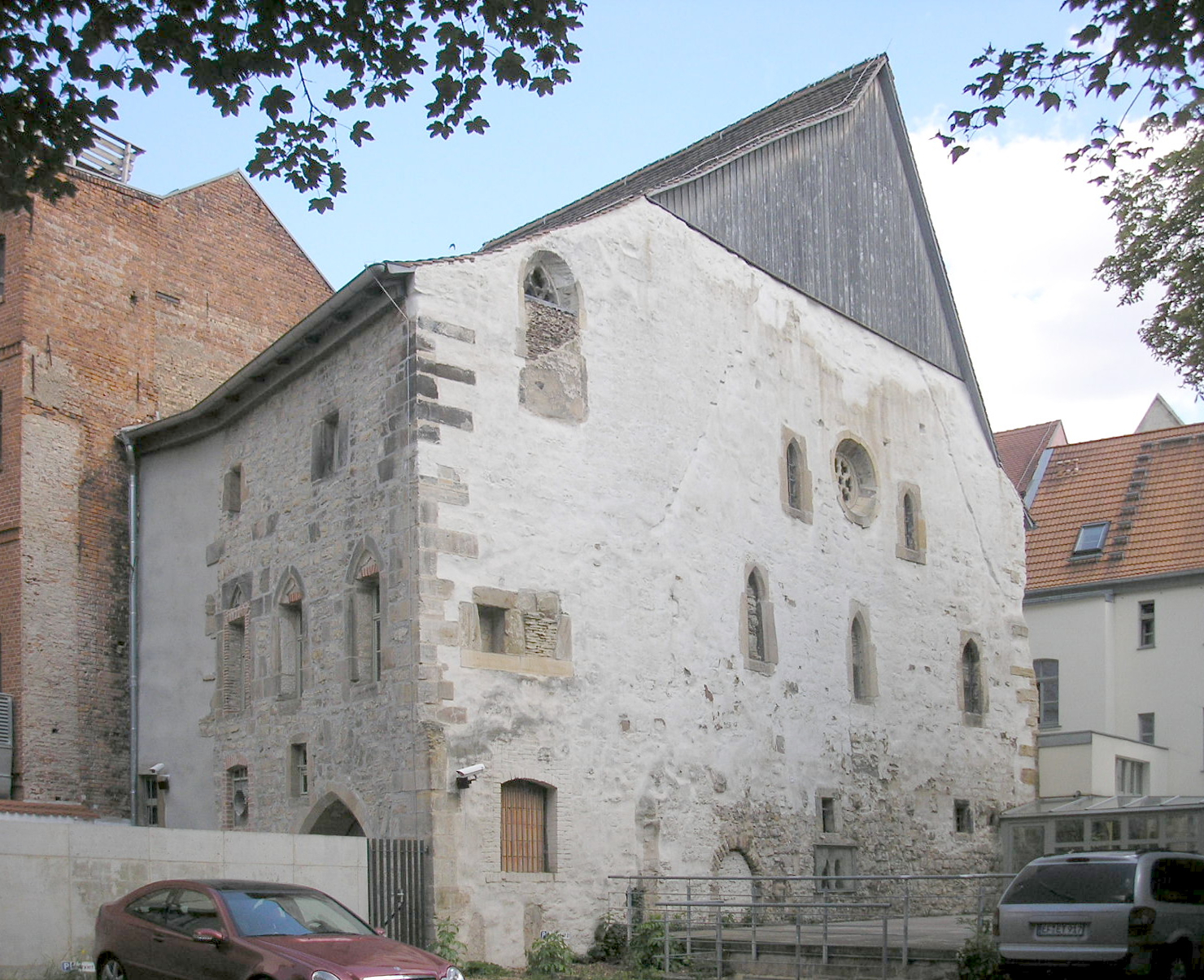
Die Alte Synagoge

### Anfänge
Erfurt war die bedeutendste jüdische Ansiedlung Thüringens im Mittelalter. Indirekt belegt ist die jüdische Gemeinde Erfurts mit dem Erfurter Judeneid, der mit dem Erfurter Stadtsiegel versehen ist, aber keine Datumsangabe besitzt. Dieser Judeneid wurde der Stadt vom Mainzer Erzbischof Konrad I. verliehen. Dieser amtierte bis 1200, somit ist davon auszugehen, dass schon zur Lebenszeit Konrads I. eine jüdische Ansiedlung in Erfurt vorhanden war, deren genaue Anfangszeit aber nicht bekannt ist.
Die Juden siedelten in einem nicht abgeschlossenen Viertel, in dem auch Christen wohnten. Im Zentrum der Stadt standen die meisten von Juden bewohnten Häuser: Zwischen dem Rathaus und der Gerafurt (später Krämerbrücke), beim Spital in der Krautgasse (heute Kreuzgasse) und in den Pfarreien St. Michael und St. Benedikt sowie gegenüber dem Wenigemarkt, an dem sich die Via Regia und die „Böhmische Straße“ trafen. Die Umstände deuten darauf hin, dass es sich zuallererst um eine Siedlung jüdischer Kaufleute handelte, die nach und nach größer wurde. Im Häuserblock zwischen Fischmarkt, Allerheiligenstraße und Michaelisstraße lag die Synagoge, die bis heute erhalten ist und in jüngster Vergangenheit als die Alte Synagoge wiederentdeckt wurde. Die Alte Synagoge wurde erstmals 1287 erwähnt, sie ist aber deutlich älter und stammt in ihren Grundmauern aus dem 11. Jahrhundert.
Das erste sichere Datum bezüglich der Erwähnung der Juden in Erfurt ist ein Schreiben Kaiser Ottos IV. von 1212, in dem er dem Erzbischof von Mainz gemäß einem vor der Kaiserkrönung abgeschlossenen Vertrag die Bede über die Juden verleiht.

### Judenpogrom 1221
Hebräische Quellen, aber auch lateinische Chroniken berichten von einer Judenverfolgung in der Zeit der Kreuzzüge am 16. Juni 1221 in Erfurt, bei der 21 bis 26 Juden ermordet wurden oder sich selbst das Leben nahmen. Anlass für das Pogrom war die Ritualmordlegende, die falsche Beschuldigung, dass Juden einen Christen ermordet und dann dessen Blut getrunken hätten. Die Christen stürmten die Synagoge, zerstörten die Thorarollen und zwangen die anwesenden Juden, ihrem Glauben abzuschwören. Als diese sich weigerten, legten die Christen Feuer und erschlugen die Juden. Die Peterschronik berichtet, dass die Verfolgung von friesischen Pilgern ausging. Möglicherweise handelte es sich um Kreuzfahrer. Trotz der Judenverfolgung bestand die jüdische Gemeinde in Erfurt weiter.

### Abgaben und Leben vor 1349
Vermutlich schon Anfang des 13. Jahrhunderts war die jüdische Siedlung eine voll ausgebildete Gemeinde, zu der vor allem ein Friedhof gehörte. Mehrere jüdische Siedlungen der Umgebung gehörten ihr als Tochtersiedlungen an und ließen ihre Toten in Erfurt begraben.
Die Gerichtsbarkeit über die Erfurter Juden hatte zu Anfang des 13. Jahrhunderts der Mainzer Erzbischof. Des Weiteren besaß er das Besteuerungsrecht und das Recht auf Erteilung von Privilegien. Er verhängte eine Jahressteuer über die Juden, die bei 80 Mark lötigen Silbers lag und später auf 100 Mark lötigen Silbers erhöht wurde, zu zahlen zu Martini. Des Weiteren mussten die Juden in Erfurt Zins von ihren Häusern zahlen und Neujahr hatten sie dem Erzbischofshof in Erfurt vier Pfund Pfeffer zu entrichten. Zusätzlich waren sie verpflichtet, wenn der Notar des Erzbischofs anwesend war, diesen mit Pergament zu versorgen.
Schutzherr der Juden war der Erzbischof von Mainz. Dieser Schutz wurde jedoch immer wieder zeitweise von der Stadt Erfurt übernommen oder de facto ausgeübt.
Erzbischof Siegfried III. von Mainz ermächtigte 1240 den Pleban der Benediktikirche, die Juden, die in seiner Pfarrei wohnten, zu zwingen, die auf die Häuser erhobenen Pfarrabgaben zu zahlen, falls deren christliche Eigentümer es nicht täten.
Über das geistige Leben der Juden in Erfurt ist wenig bekannt. Um 1271 waren mehrere Rabbiner in Erfurt ansässig, deren Namen aber nicht überliefert sind. Erhalten sind dagegen mehrere teils aufwändig gestaltete hebräische Handschriften. Aus Erfurt stammte auch der Rabbiner Alexander Süßkind.
1292 beschloss das Aschaffenburger Konzil, dass alle Juden nach außen hin erkennbar sein müssen. Sie mussten von nun an einen gelben Judenkreis als Abzeichen tragen, um von der christlichen Bürgerschaft unterscheidbar zu sein. Durch eine Abgabe konnten sich die Erfurter Juden von dieser Pflicht befreien.
1309 belagerte Markgraf Friedrich von Meißen Erfurt. Die Juden beteiligten sich auf Bollwerken und Mauern an der Verteidigung der Stadt. 1330 verlieh Ludwig der Bayer dem Markgraf Friedrich von Meißen die Oberhoheit über alle Juden in Thüringen. Für Erfurt änderte sich aber nichts, dort hatte immer noch der Rat die Oberhoheit.
1340 bestimmte der Rat von Erfurt, dass Juden nur rechtsgültig auf dem Markt und auf den Straßen handeln dürfen, aber nicht mehr in ihren Häusern, eine Regelung, die in erster Linie darauf abzielte Geldgeschäfte für Juden zu erschweren.
Gut belegt sind die Geldgeschäfte der Erfurter Juden. Kreditnehmer waren neben Bürgern aus Erfurt und der Umgebung auch Lübecker Kaufleute, thüringische Adelige, die Landgrafen von Thüringen, auch geistliche Institutionen. Teilweise werden Pfänder erwähnt. 1348 übernahm die Stadt Erfurt den Kredit einer jüdischen Gesellschaft und erhielt im Gegenzug teils als Geschenk und teils über Verkauf die Burg Kapellendorf. Namentlich bekannte jüdische Geldhändler sind am Anfang des 14. Jahrhunderts Abraham Rotenburg sowie kurz vor 1349 Jutta Kophelin und der wahrscheinliche Besitzer des 1998 gefundenen, zahlreiche Silbermünzen enthaltenden und während des Pogroms von 1349 vergrabenen „jüdischen Schatzes von Erfurt“ Kalman von Wiehe.

### Judenpogrom 1349
1349 fand eine große Judenverfolgung in Erfurt statt. Fast alle Juden wurden getötet oder vertrieben. Den Juden wurde vorgeworfen, durch die Vergiftung der städtischen Brunnen am Ausbruch der Pest Schuld zu tragen. Der Rat von Würzburg schrieb an eine Reihe von Städten, darunter auch Erfurt, und fragte den Rat von Erfurt, ob er hinsichtlich dieser Angelegenheit Beobachtungen angestellt und Erkenntnisse erlangt hätte, was abschlägig beschieden wurde. Allerdings hofften einige ehemalige Ratsherren, Teile des Patriziats und einige Zunftmeister, mit Hilfe des Pogroms den städtischen Rat zu stürzen und selbst an die Regierung zu gelangen.
Am 21. März 1349 bewaffneten sie sich und versicherten ihren Leuten, dass der Rat insgeheim den Tod der Juden wünsche, somit zum „Judenschlagen“ aufgerufen hätte, und versammelten sich vor der Synagoge. Der Rat erfuhr von diesem Vorfall und schickte einen Ratsherren, der die Versammelten aufhalten sollte. Dieser tat aber nichts dergleichen, sondern ermutigte die Versammelten und befahl den Handwerkern, die Wallgasse abzusperren, damit die Juden nicht entkommen können. Die Verschwörer stachelten den Mob sowie die Anwohner und andere Leute derart an, dass sie niemanden daran hindern würden, über die Juden herzufallen. Die Juden in der Synagoge waren ebenfalls bewaffnet. Bei der Eskalation starben etwa 100 Juden in der Synagoge. Viele Juden waren schließlich so verzweifelt, dass sie ihre Häuser anzündeten und in ihnen verbrannten oder sich auf andere Weise umbrachten, um einem anderen gewaltsamen Tod zuvorzukommen.
Nun sah der Rat von Erfurt seine Macht erschüttert und musste diese wiederherstellen. Drei der Verschwörer wurden hingerichtet, die Hintermänner blieben jedoch unbestraft. Auch der Ratsherr, der sich gegen die Befehle des Rates gestellt hatte und gegen die Juden hetzte und vorging, blieb straflos. Der neue Erzbischof, der die Oberhoheit über die Juden besaß, wurde von Erfurt anerkannt und verzichtete daraufhin auf alle Rechtsansprüche, die er aus dem Judenmord an den Rat hatte (etwa durch entgangene Steuereinnahmen). Die Hinterlassenschaften der Juden, das hinterlassene Gut und die ausstehenden Schulden fielen der Stadt zu und wurden von dieser eingetrieben, die Schulden von Bürgern und von Erfurt, die diese bei den Juden hatten, wurden jedoch annulliert.

## Die zweite mittelalterliche Gemeinde
1354 ließen sich wieder zwei Familien in Erfurt nieder und begründeten die zweite jüdische Gemeinde. Jakob von Schweinfurt, der 1357 zu den Neubegründern der zweiten Gemeinde gehörte, war vermutlich ein Überlebender der Pogrome. Die Gemeinde entwickelte sich zeitweise zu einer der größten im deutschsprachigen Raum. Dies ist auch vielen jüdischen Zuwanderern aus Böhmen, Mähren und Schlesien zu verdanken. Der Rat stellte den Juden Wohnhäuser zur Verfügung, die diese auch auf Lebenszeit mieten konnten. Außerdem ließ der Rat in den ersten Jahren zwei Reihen mit kleineren Häusern errichten und eine neue Synagoge. Dies alles deutet darauf hin, dass der Rat ein Interesse an der erneuten Ansiedlung von Juden hatte. Bei den Wohnhäusern der Juden handelte es sich zum Teil auch um Gebäude, die vor 1349 in jüdischem Besitz gestanden hatten und nach der Verfolgung an die Stadt übergegangen waren.
Wie vor 1349 waren mehrere wohlhabende Geldhändler-Familien in Erfurt ansässig. Ihre Kredite vergaben sie häufig in Gesellschaften, zum Teil gemeinsam mit Juden aus anderen Orten. Zu ihren Schuldnern gehörten unter anderem die Markgrafen von Meißen, die Landgrafen von Thüringen, die Deutschordensballei Thüringen, der Bischof von Würzburg, Adelige in Thüringen, aber natürlich auch Bürger aus Erfurt und der Umgebung. Innerhalb der jüdischen Gemeinschaft sind ebenso einige andere Berufe bezeugt, wie Fleischer, eine Hebamme, Schreiber, Buchbinder, Vorsänger, Haus- und Gemeindebedienstete und zwei Handwerker, die Schofarot herstellten. Auch ein Altkleiderhandel wurde betrieben. Einen wirtschaftlichen Einschnitt bedeutete die im Jahr 1391 von König Wenzel durchgeführte „Judenschuldentilgung“. Auf Grundlage dieser Schuldentilgung wurde u. a. Landgraf Balthasar von Thüringen und seinen Untertanen die Schulden bei Juden und Zinsen ganz oder teilweise erlassen. Ein Teil der Gelder ging an König Wenzel. In Folge wanderten mehrere jüdische Familien aus Erfurt ab. Allerdings zogen andere, teils wohlhabende jüdische Familien nach Erfurt zu.
An der Spitze der jüdischen Gemeinde zu Erfurt standen mehrere Gemeindevorsteher (Parnassim). Zu ihren Aufgaben gehörten die Aufsicht über die Gemeindeangestellten, die Verwaltung der Gemeindegüter sowie die Schlichtung von Streitigkeiten innerhalb der Gemeinde. Die Parnassim wählten den Rabbiner, vertraten die Gemeinde aber auch nach außen hin, etwa gegenüber dem Erfurter Rat. Außerdem waren sie für die Besteuerung der Juden und die Einhaltung des jüdischen Bürgerrechts verantwortlich. Streitigkeiten innerhalb des Gemeindevorstands schlichtete der Erfurter Rat. Der Rabbiner, auch Judenmeister genannt, übernahm nicht nur die kultischen Aufgaben, sondern saß ebenso mit anderen Gelehrten zu Gericht und wirkte als Lehrer. Weitere Gemeindeämter werden in einer Urkunde von 1414 genannt: Damals gestattete der Erfurter Rat der jüdischen Gemeinde die Beschäftigung des Judenmeisters, zweier Sänger, dreier Fleischer, eines Schammes, eines Mannes und einer Frau als Zuständige für die Mikwe (das jüdische Bad) und eines Mannes für den Friedhof sowie die Unterstützung von fünf Almosenempfängern. Diese Gegebenheiten dürften jedoch schon vor 1414 bestanden haben. 1436 ließ sich der Gemeindevorstand vom Rat der Stadt die alten Besitzrechte an den gemeindlichen Einrichtungen, nämlich Synagoge, Mikwe, Friedhof und dem sogenannten Tanzhaus, bestätigen. Unter dem Tanzhaus kann ein Gemeindehaus verstanden werden.
Zwischen 1416 und 1421 fand eine Rabbinerversammlung in Erfurt statt, an der Lipman Mühlhausen, Jechiel b. Abraham Semelman sowie Abraham Katz teilnahmen. Auf der Synode wurde ein Beschluss in Sachen Verunreinigung von Priestern durch Annäherung an Leichen gefasst. Der bekannte Rabbiner Jom-Tov Lipman Mühlhausen lebte zu dieser Zeit in Erfurt. Später war der Rabbiner Jakob Weil in Erfurt ansässig.
Das Zusammenleben von Juden und Christen wurde in mehreren Verordnungen geregelt, die sich zumeist an andernorts üblichen Regelungen orientierten. 1389 wurde eine Kleiderordnung eingeführt und 1452 das Tragen gelber Ringe angeordnet. 1375 und 1377 zahlten die Juden Kontributionen zur Anlage von neuen Wällen und Mauern für die Stadt sowie 1377 die Summe von 100 Pfund für die Anfertigung von Geschützen. 1447 zahlten sie 400 Pfund, die in den Bau des äußeren Mauerringes der Stadt flossen. Des Weiteren erhielt die Stadt die regelmäßigen Steuern der Juden, die an den Erzbischof, den offiziellen Schutzherrn, weitergeleitet wurden.

### Das Ende der jüdischen Gemeinde zu Erfurt
In den 1430er Jahren führten wirtschaftliche Krisen, aber auch mehrfache Steuerforderungen vom Reich zu einer allmählichen wirtschaftlichen Schlechterstellung der jüdischen Familien. 1436 wurden in der benachbarten Landgrafschaft Thüringen alle Juden ausgewiesen. In den 1440er Jahren setzte die Abwanderung jüdischer Familien aus Erfurt ein. Nach einem Besuch des Predigers Nikolaus von Kues forderte der Rat 1452 die Juden auf, gelbe Ringe an ihren Kleidern zur Kennzeichnung zu tragen.
1453 kündigte der Rat dem Erzbischof von Mainz, also dem Stadtherrn, an, den Juden den Schutz zu entziehen. Damit fehlte den jüdischen Familien die Rechtssicherheit, was sie zur Abwanderung zwang. Schon im Sommer 1454 lebten keine Juden mehr in Erfurt und der Rat nahm deren Häuser wieder an sich. In den folgenden Jahren bemühten sich mehrere Juden von ihren neuen Wohnorten aus um Regelungen wegen ihrer Immobilien und noch ausstehender Kredite. Zugleich musste sich die Stadt mit dem Erzbischof von Mainz, aber auch mit dem Kaiser auseinandersetzen, die die Zahlung der von den Erfurter Juden geforderten Steuern verlangten. Die nicht erfüllten Steuerforderungen des Kaisers führten sogar zu einem Prozess beim Reichskammergericht. Nach Unterstützung durch einzelne Bischöfe und den Papst sowie durch ihren Stadtherrn, den Mainzer Erzbischof, wurde dieser Prozess jedoch niedergelegt.
Mit dem Erzbischof traf die Stadt 1458 eine Einigung. Er erhielt eine Abschlagssumme für die nun ausbleibende Judensteuer. Im Gegenzug gestattete der Erzbischof der Stadt, Juden nicht mehr zu dulden.
Erst als Erfurt von 1806 bis 1813 von den Franzosen besetzt war, durften wieder Juden in die Stadt ziehen.

## Die jüdische Gemeinde, 19. Jahrhundert bis 1945
Mit dem Beginn der Franzosenzeit in Erfurt ab 1806 durften sich wieder Juden in der Stadt ansiedeln. 1840 errichteten sie mit der Kleinen Synagoge ein erstes Gotteshaus. Nachdem die Stadt und die Gemeinde durch den Zuzug vieler Juden aus ländlichen Regionen stark angewachsen waren, errichtete die Gemeinde mit der Großen Synagoge 1884 am Kartäuserring (heute Juri-Gagarin-Ring) ein neues Gotteshaus.
Der Antisemitismus in der Zeit der Weimarer Republik traf den Vater der Thüringer Verfassung Eduard Rosenthal. In Erfurt traf es den jüdischen Schuhfabrikanten Alfred Hess, der das Stadtmuseum und sein Haus zu einem Zentrum des Expressionismus gemacht hatte.
Nach 1933 wurden viele Juden in Erfurt aus ihren Berufen verdrängt, ihr Besitz „arisiert“. Das Kaufhaus Römischer Kaiser (heute Anger-1 Galerie) warb mit seiner Arisierung. Viele Juden gingen in die Emigration. Die Synagoge wurde in der Reichspogromnacht 1938 zerstört. Von 1940 bis 1943 deportierte der NS-Staat die Thüringer Juden, allein 500 Personen im Mai 1942, in verschiedene Konzentrationslager, wo sie Opfer des Holocaust wurden.

## Die jüdische Gemeinde nach 1945

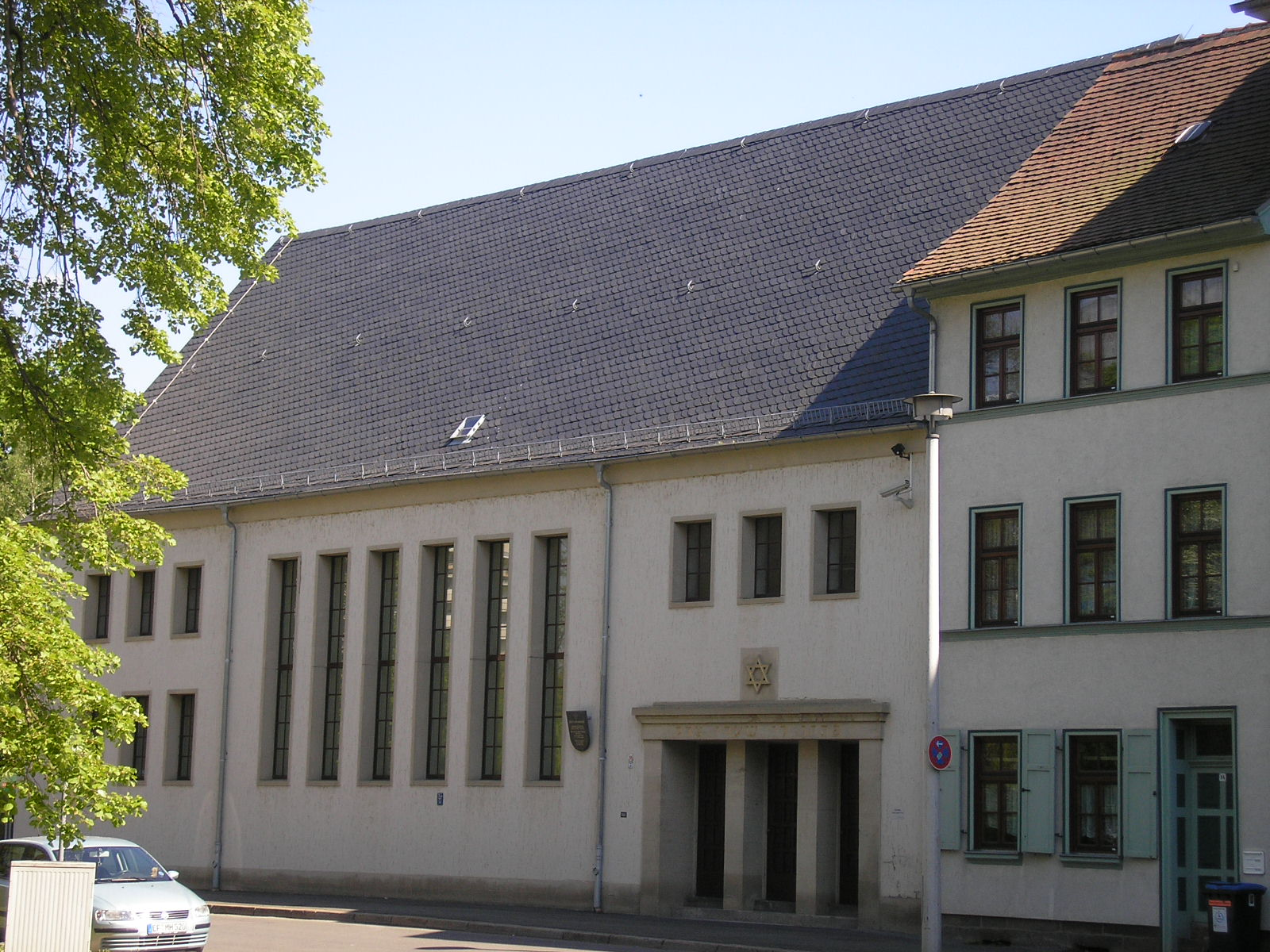
Erfurt, Neue Synagoge (1952, Willy Nöckel)

Nach Kriegsende bildete sich 1946 in Erfurt wieder eine kleine jüdische Gemeinde (nach erheblicher Abwanderung 1955 noch 112 Mitglieder). Den Vorsitz im Landesverband Thüringen der Jüdischen Gemeinden übernahm Max Cars. Auf dem Platz der niedergebrannten Synagoge wurde 1952 mit der Neuen Synagoge (Architekt: Willy Nöckel) die einzige zu DDR-Zeiten errichtete Synagoge eröffnet. Herbert Ringer (1905–1988) war seit 1947 Repräsentant der Jüdischen Gemeinde Erfurt, 1961 bis 1985 Vorsitzender des Landesverbandes bzw. formell ab 1981 der Jüdischen Landesgemeinde Thüringen. Außerdem war er von 1962 bis 1985 Vizepräsident im Verband der Jüdischen Gemeinden in der DDR.
Als langjähriges Mitglied der Gemeinde in Erfurt war Raphael Scharf-Katz von 1985 bis zu seinem Tod 1994 Vorsitzender der Jüdischen Gemeinde in Erfurt und der Jüdischen Landesgemeinde Thüringen. Nach der Wiedervereinigung 1990 wuchs die Gemeinde (1990: 28 Mitglieder) durch den Zuzug von Kontingentflüchtlingen aus der ehemaligen Sowjetunion bzw. den GUS-Staaten deutlich an. 2020 lag die Zahl bei 620 mit allerdings fallender Tendenz. Der Rabbiner ist Alexander Nachama, Sohn von Andreas Nachama.

## Rezeption
Die jüdische Geschichte Erfurts erfuhr nach der Wiedervereinigung eine breite Würdigung in der Forschung. Verstärkt wurde das Interesse durch den Fund des Jüdischen Schatzes von Erfurt 1998 sowie durch die Rekonstruktion der ältesten vollständig erhaltenen Synagoge Mitteleuropas in den 2000er-Jahren. In der Alten Synagoge ist heute die Ausstellung des Schatzfundes sowie bedeutender mittelalterlicher Handschriften zu sehen. Die Stadtverwaltung setzt sich für die Anerkennung des mittelalterlichen jüdischen Erbes als UNESCO-Welterbe ein. In der Alten Synagoge finden seit 2010 einmal monatlich die „Erfurter Synagogenabende“, veranstaltet von Stadt und Verein für die Geschichte und Altertumskunde von Erfurt, mit Vorträgen und Musik statt.

### Darstellungen
- Landeshauptstadt Erfurt: Geschichte aus Stein und Pergament – die Alte Synagoge Erfurt. Jena und Quedlinburg 2016.
- Landeshauptstadt Erfurt, Universität Erfurt (Hrsg.): Erfurter Schriften zur jüdischen Geschichte.
  - Band 1: Die jüdische Gemeinde von Erfurt und die SchUM-Gemeinden. Kulturelles Erbe und Vernetzung. Quedlinburg 2012.
  - Band 2: Die Grabsteine vom mittelalterlichen jüdischen Friedhof in Erfurt. Quedlinburg 2013.
  - Band 3: Zu Bild und Text im jüdisch-christlichen Kontext im Mittelalter. Quedlinburg 2014.
  - Band 4: Die Erfurter jüdische Gemeinde im Spannungsfeld zwischen Stadt, Erzbischof und Kaiser. Quedlinburg 2016.
- Sven Ostritz (Hrsg.): Die mittelalterliche jüdische Kultur in Erfurt.
  - Band 1: Der Schatzfund. Archäologie – Kunstgeschichte – Siedlungsgeschichte. Weimar 2010.
  - Band 2: Der Schatzfund. Analysen – Herstellungstechniken – Rekonstruktionen.
  - Band 3: Der Schatzfund. Die Münzen und Barren.
  - Band 4: Die Alte Synagoge. Weimar 2009.
  - Band 5: Beiträge zum Kolloquium.
- Reinhold S. Ruf-Haag: Juden und Christen im spätmittelalterlichen Erfurt. Abhängigkeiten, Handlungsspielräume und Gestaltung jüdischen Lebens in einer mitteleuropäischen Großstadt. Trier 2007.
- Maike Lämmerhirt: Juden in den wettinischen Herrschaftsgebieten. Recht, Verwaltung und Wirtschaft im Spätmittelalter. Böhlau Verlag, Köln, Weimar 2007.
- Olaf Zucht:  Die Geschichte der Juden in Erfurt von der Wiedereinbürgerung 1810 bis zum Ende des Kaiserreiches; ein Beitrag zur deutsch-jüdischen Geschichte Thüringens. Erfurt 2001, ISBN 3-9807764-5-X.

### Belletristik
- Anne Bezzel: Wenn ich dich je vergesse …, Wartburg Verlag, Weimar 2021, ISBN 978-3-86160-586-7.